# Лафит, Мишель Паскаль
Мишель Паскаль Лафит (фр. Michel Pascal Lafitte; 1774—1839) — французский военный деятель, бригадный генерал (1813 год), барон (1810 год), участник революционных и наполеоновских войн.

## Биография
23 февраля 1792 года вступил солдатом во 2-й батальон волонтёров департамента Ланды. Служил в Армии Западных Пиренеев. К 17 апреля 1793 года дослужился до звания капитана. В ходе амальгамы 1793 года его батальон влился в состав Ландской полубригады. С 1794 по 1795 год сражался в Вандее в составе Западной Армии. 20 февраля 1796 года его 3-й батальон стал частью 10-й полубригады лёгкой пехоты. 5 мая 1800 года ранен пулей в правое плечо в сражении при Мескирхе. Участвовал в кампании 1805 года. 29 августа 1803 года его полубригада стала частью 1-й пехотной дивизии Сент-Илера в лагере Сент-Омер. Отличился 2 декабря 1805 года в сражении при Аустерлице. 3 января 1806 года был произведён Императором в командиры батальона 10-го лёгкого, и заменил погибшего Огюстена Симонена. В новом звании принимал участие в Прусской кампании 1806 года и Польской кампании 1807 года. 8 февраля 1807 года ранен штыком в правую руку в сражении при Эйлау. В 1808 году служил в военных лагерях Штеттина и Шарлоттенбурга в Пруссии. Участвовал в Австрийской кампании 1809 года. 19 апреля блестяще действовал при Танне. 22 апреля отличился в сражении при Экмюле, где был ранен пулей в правое бедро.
23 апреля 1809 года произведён в полковники, и назначен командиром 72-го полка линейной пехоты. Сражался при Эсслинге и Ваграме. С 1810 по 1811 год служил в Армии Берегов Океана и в Булонском лагере. Принимал участие в Русской кампании 1812 года в составе 10-й пехотной дивизии 3-го корпуса маршала Нея Великой Армии. 17 августа под Смоленском ранен пулей в левое бедро.
8 марта 1813 года произведён в бригадные генералы, и был назначен командиром 2-й бригады 4-й пехотной дивизии наблюдательного корпуса Эльбы. Участвовал в Саксонской кампании. 31 марта 1813 года временно возглавил 19-ю пехотную дивизию 5-го армейского корпуса генерала Лористона. 26 мая 1813 года стал командиром 2-й бригады данной дивизии. 19 октября 1813 года получил пулевую рану в левую ногу и попал в плен в сражении при Лейпциге.
При первой Реставрации возвратился во Францию. 11 августа 1814 года назначен командующим департамента Ардеш и командиром гарнизона Прива. 15 апреля 1815 года вышел в отставку. Во время «Ста дней» присоединился к Императору и с 3 мая 1815 года командовал 1-й бригадой 21-й пехотной дивизии 6-го корпуса, но в битве при Ватерлоо участия не принимал. Участвовал в обороне Парижа. После второй Реставрации определён 1 сентября 1815 года на половинное жалование и 30 декабря 1818 года вышел в отставку. 1 января 1825 года возвратился к активной службе. В августе 1830 года был назначен командующим департамента Ланды. 22 марта 1831 года определён в резерв Генерального штаба. 15 августа 1839 года вышел в отставку. Умер 9 сентября 1839 года в возрасте 64 лет.

## Воинские звания
- Солдат (23 февраля 1792 года);
- Сержант (12 июня 1792 года);
- Старший сержант (20 января 1793 года);
- Капитан (17 апреля 1793 года);
- Командир батальона (3 января 1806 года);
- Полковник (23 апреля 1809 года);
- Бригадный генерал (8 марта 1813 года).

## Титулы
- Шевалье Лафит и Империи (фр. chevalier Lafitte et de l'Empire; 24 февраля 1809 года в Париже)[1];
- Барон Лафит и Империи (фр. baron Lafitte et de l'Empire; декрет от 15 августа 1809 года, патент подтверждён 17 мая 1810 года в Генте)[2][3].

## Награды
Легионер ордена Почётного легиона (5 августа 1804 года)
 Офицер ордена Почётного легиона (11 июля 1807 года)
 Коммандан ордена Почётного легиона (2 сентября 1812 года)
 Кавалер ордена Железной короны (1813 год)
 Кавалер Военного ордена Святого Людовика (19 июля 1814 года)